# Leiophron argentinensis
Leiophron argentinensis är en stekelart som beskrevs av Shaw 2003. Leiophron argentinensis ingår i släktet Leiophron och familjen bracksteklar. Inga underarter finns listade i Catalogue of Life.